# Islam Karimov
Islam Abduganijevič Karimov (uzbecky latinkou Islom Abdugʻaniyevich Karimov, cyrilicí Ислом Абдуғаниевич Каримов, rusky Ислам Абдуганиевич Каримов, 30. ledna 1938 Samarkand – oficiálně 2. září 2016) byl od roku 1991 prezidentem Uzbekistánu. Etnicky byl po otci Uzbek a po matce Tádžik. Vyrůstal v sirotčinci, vystudoval inženýrství a ekonomii v Taškentu. Byl členem Lidově demokratické strany Uzbekistánu.

## Vzestup k moci
V roce 1989 se Karimov stal generálním tajemníkem Komunistické strany Uzbekistánu. 24. března 1990 se stal prezidentem Uzbecké SSR a 31. srpna 1991 vyhlásil nezávislost Uzbekistánu. 29. prosince 1991 vyhrál první nezávislé uzbecké prezidentské volby se ziskem 86 % hlasů. Volby jsou však považovány za nespravedlivé, jelikož byl zfalšován počet hlasů a ačkoli měl kandidát opozice Muhammad Salih jistou možnost se voleb jako kandidát zúčastnit, v kampani byl upřednostňován vládní kandidát.

## Kritika a kontroverze
Bývalý britský velvyslanec Craig Murray, působící v zemi v letech 2002–2004, se zmiňuje o vysoké korupci a nedodržování lidských práv. Poukazoval také na zprávy o mučení či vaření lidí za živa. Kvůli chování vůči svým oponentům a porušování lidských práv, mučení, cenzuře a falšování voleb byl Islam Karimov považován za jednoho z nejhorších světových diktátorů své doby.

## Rodina
Islam Karimov byl dvakrát ženatý. Se svou druhou ženou Taťjanou Akbarovnou, která byla tádžického a ruského původu, měl dvě dcery, starší Gulnaru a mladší Lolu. Karimov a jeho dcery byli kritizováni za nepotismus.

## Pohřeb
Okázalý státní pohřeb byl Karimovi vystrojen v sobotu 3. září 2016 v jeho rodném Samarkandu za účasti vdovy Taťjany, dcery Loly a premiéra Šavkata Mirzijojeva, pravděpodobného Karimova nástupce ve funkci. Na pohřbu chyběla starší dcera Gulnara, kdysi – jakožto nejvlivnější žena v zemi – zvaná uzbecká princezna, což vyvolalo dohady, zda je ještě naživu.

## Vyznamenání

### Uzbecká vyznamenání
- Řád za vynikající zásluhy – 25. srpna 1992
- Hrdina Uzbekistánu
- Řád přátelství

### Sovětská vyznamenání
- Řád přátelství mezi národy – 29. ledna 1988
- Řád rudého praporu práce

### Zahraniční vyznamenání
- Řád zlatého orla – Kazachstán, 1997
- velkokříž s řetězem Řádu zásluh o Italskou republiku – Itálie, 2. května 1997[6]
- Řád knížete Jaroslava Moudrého I. třídy – Ukrajina, 17. února 1998 – za velký osobní přínos k posílení přátelství a spolupráce mezi Ukrajinou a Uzbekistánem[7]
- velkokříž Řádu Vitolda Velikého – Litva, 24. září 2002[8]
- Řád zlatého rouna – Gruzie, 2003
- velkokříž Řádu za zásluhy Polské republiky – Polsko, 10. července 2003 – udělil prezident Aleksander Kwaśniewski za mimořádný přínos k rozvoji spolupráce mezi Polskem a Uzbekistánem[9]
- řetěz Řádu za občanské zásluhy – Španělsko, 2003
- velkokříž s řetězem Řádu tří hvězd – Lotyšsko, 1. října 2008 – udělil prezident Valdis Zatlers[10]
- Prezidentský řád znamenitosti – Gruzie, 2013[11]
- Řád Srbské republiky II. třídy – Srbsko, 2013 – udělil prezident Tomislav Nikolić za zásluhy na rozvoji a posílení mírové spolupráce a přátelských vztahů mezi Srbskem a Uzbekistánem[12]
- Velký řád Mugunghwa – Jižní Korea